# コプト博物館
コプト博物館（コプトはくぶつかん、英語: The Coptic Museum、アラビア語: المتحف القبطي）は、エジプトの首都カイロ、オールド・カイロのコプト地区にあるコプトに関する遺物を世界で最も多く所蔵する博物館である。コプト文化の遺産を収蔵するため、1908年よりマルクス・シマイカ（Marcus Simaika Pasha、1864-1944年）によって設立が開始され、1910年に開館した。博物館は、総主教シリル5世（キュリロス5世〈Kerolos V〉、在位1874-1927年）の承認のもと、コプト正教会より供与された8000平方メートル余りの敷地に建てられた。展示において、エジプトとコプトの成り立ちから現在までの歴史をたどるとともに、コプト博物館には、世界で最も重要なコプト美術の遺物などが収蔵される。

## 地理
博物館は、オールド・カイロ（アラビア語: مصر القديمة〈Miṣr al-Qadīmah〉）のマル・キルギス (Mar Gerges) に位置し、背後にはローマ時代のバビロンの要塞（アラビア語: حصن بابليون、英語: Fortress of Babylon）がある。この地域は、古くからのコプト教会に囲まれており、聖母マリア教会であるムアッラカ教会（アラビア語: الكنيسة المعلقة、英語: Church of al-Muʿallaqah〈Hanging Church〉、アブ・セルガ教会（アラビア語: كنيسة أبي سرجة、英語: Church of Abu Serga〈聖セルギウス教会〉、Church of Saint Sergius and Bacchus）などが近接する。

## 歴史

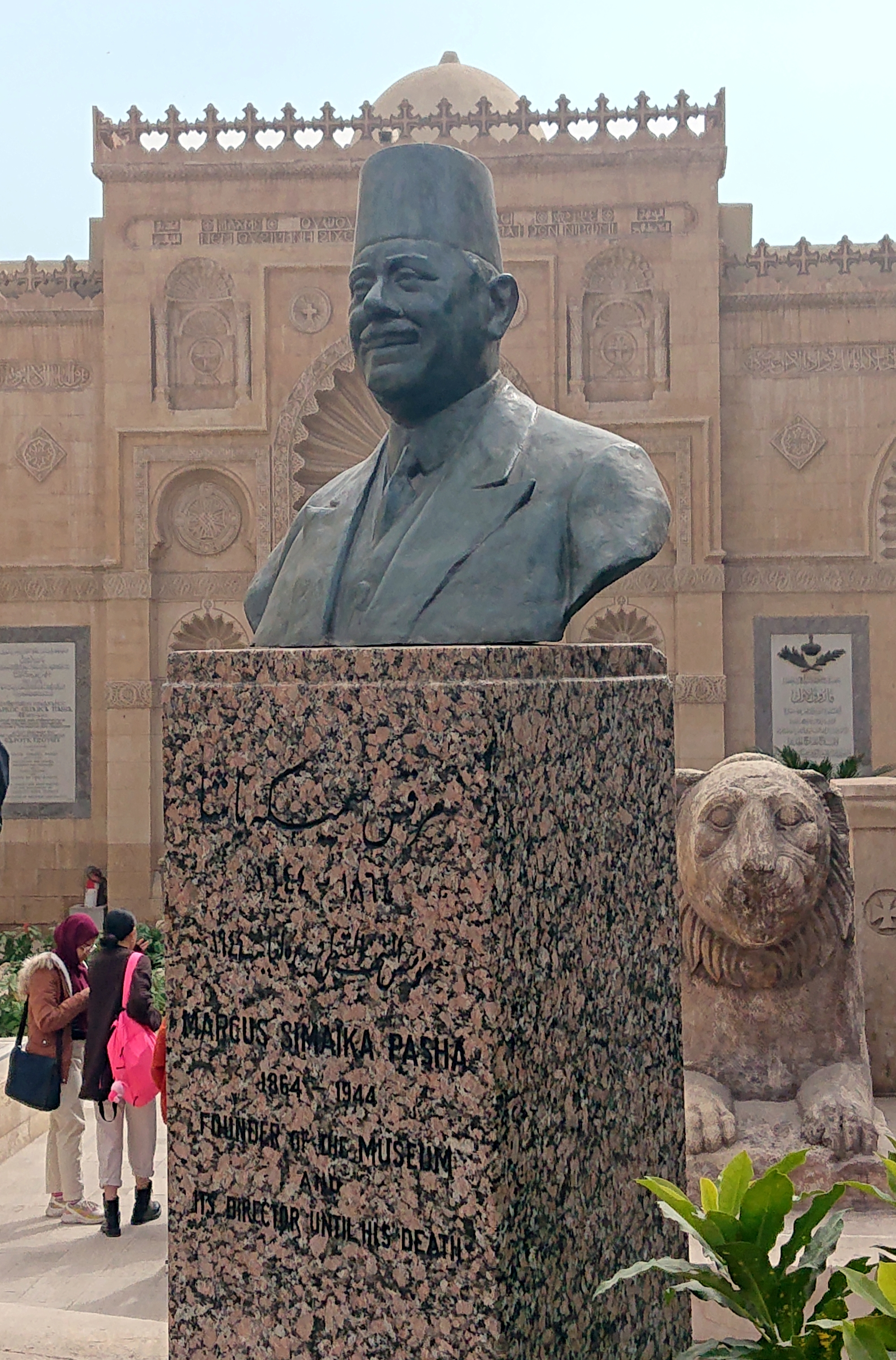
創設者マルクス・シマイカの胸像

1908年1月、溶かされるという教会の銀の遺物を保存することを総主教シリル5世に呼びかけたマルクス・シマイカ・パシャは、総主教の了承を得ると、博物館の創設のため公募による資金調達を開始し、1910年3月14日に開館した。コプト共同体は博物館への支援を惜しまず、多くの祭服、フレスコ画、イコンなどを寄贈した。当初、博物館はコプト総主教庁のもとにあったが、1931年にコプト博物館は考古省の管轄下の国営博物館となり、1939年にはエジプト考古学博物館にあったキリスト教の古代の遺物が移譲された。創設者のマルクス・シマイカは、亡くなる1944年まで館長（責任者）を務めた。
館長は、マルクス・シマイカ・パシャに続いて1944年から1949年までトーゴ・ミナ (Togo Mina) が務め、その間、1945年に発見されたナグ・ハマディ写本の博物館収蔵に尽力した。1947年2月20日には博物館の新棟が旧棟とともに公開された。
1951年から1965年までパホル・ラビブがコプト博物館の館長に就き、1956年、ナグ・ハマディ文書の一部ファクシミリを刊行した。その後、博物館は1984年より本格的に修繕が施され、1992年のカイロ地震に耐えると、同年のうちに再開された。次いで2005年には、旧棟と新棟を通路によって連結するように改修され、2006年にリニューアル開館した。
博物館の玄関の石灰岩による正面（ファサード）は、ファーティマ朝時代からのアクマル・モスクの装飾とよく似ている。建物は木製の天井、マシュラビーヤ、モザイクなど伝統的な建築要素により装飾されている。

## 収蔵・展示

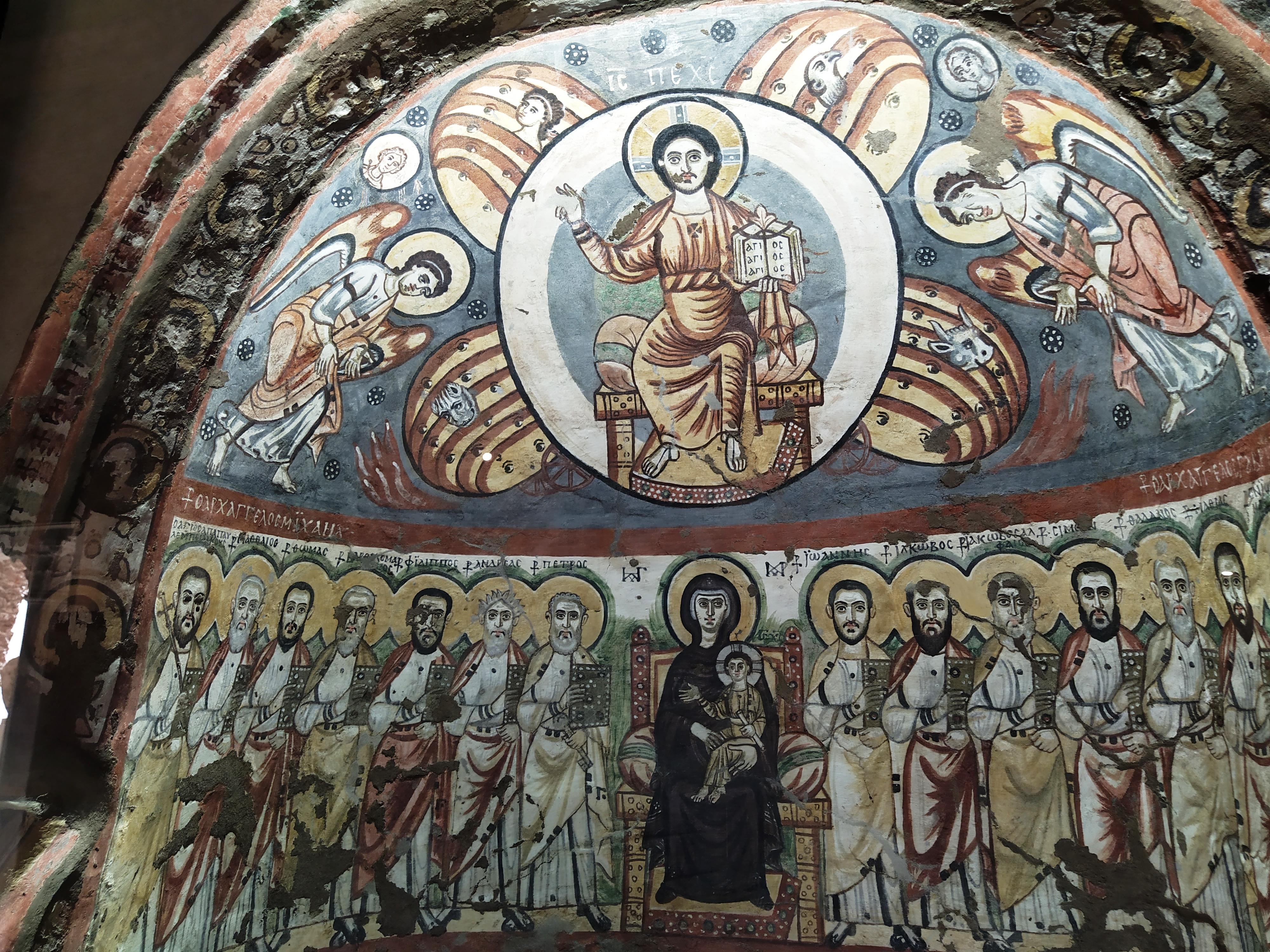
バウィトのアパ・アポロ修道院礼拝堂のアプス

博物館には、エジプト・コプト時代ないし300-1000年のコプト美術に関するものなど、およそ1万6000点が収蔵される。そのうち1200点が公開されるとともに、エジプト（ファラオ）、ギリシア・ローマ、ビザンティンからオスマン（イスラム）におよぶ文化的融合を提示している。

### コーデックス
コプト博物館には、1945年12月に上エジプト、ケナ県のナグ・ハマディ（ナグ・ハンマーディー〈Najʿ Hammādī〉）付近で発見されたパピルス古写本 (codices〈コーデックス、codex の複数形〉) 「ナグ・ハマディ写本」が保存される。
また、1984年に中エジプトのベニ・スエフの南にある Madel (Al-Mudil) で発見された同じく4世紀のコプト語による最古の詩篇の写本 ‘Mudil Codex’が保存・展示されている。

### 関連資料
- Kamil, Jill (1990) [1984]. Coptic Egypt: History and a Guide (Revised ed.). Cairo: American University in Cairo Press. ISBN 978-977-424-242-7
- Meinardus, Otto  F. A. (1999). Two Thousand Years of Coptic Christianity. Cairo: American University in Cairo Press. ISBN 978-977-424-511-4
- Simaika, Samir Mahfouz (2010). Markus Pasha Simaika: Founder of the Coptic Museum; His Life and Times. Cairo: Farid Atiya Press. ISBN 9789771799733